# شاهزاده یوکی‌یوشی
شاهزاده یوکی‌یوشی (به ژاپنی: 尹良親王 ゆきよししんのう/これなが―/ただなが); ۱ ژانویهٔ ۱۳۶۴ – ۷ سپتامبر ۱۴۲۴) سامورایی یک ژنرال و شوگون در دوره نانبوکوچو اهل ژاپن بود.